# Cratere Hope
Hope  è un cratere sulla superficie di Marte.